# Alexander (Virginia Occidental)
Alexander es un área no incorporada ubicada en el condado de Upshur (Virginia Occidental), Estados Unidos. Está catalogada como un asentamiento humano por la Junta de Nombres Geográficos de los Estados Unidos. Su número de identificación (ID) es 1549559. Se encuentra a 564 m s. n. m. (1850 pies).

## Historia
Se estableció una oficina de correos en 1890 y permaneció en funcionamiento hasta 1980.